# Фембой
Фембо́й (от англ. femboy — букв. «женственный парень») — современная субкультура, а также термин, который используется для описания мужчин, которые выражают свою идентичность через выбор условно феминных черт поведения, стиля одежды и внешнего вида, а также сочетание феминных и маскулинных черт, отрицая и выражая безразличие к стереотипным поведенческим гендерным границам, которые приписывают мужчинам требование маскулинности. Сам по себе термин, тем не менее, не обозначает конкретную сексуальную ориентацию или гендерную роль.

## Термин
Фембой — это мужское или небинарное лицо, использующее эстетически и культурно женские элементы, чтобы выразить более женскую сторону традиционного мужского внешнего вида; Словарь Collins English определяет фембоя как «мужчину, чей внешний вид и поведенческие черты рассматриваются как типично женственно-сексуальные». Согласно Dictionary.com, вариант фембой может относиться к «мягким» индивидуумам, таким как молодые транс-мужчины или маскулинные лесбиянки. Изначально термин использовался как оскорбление в адрес немужественных мужчин; с тех пор его значение изменилось, хотя всё ещё может использоваться как оскорбление в отношении транс-женщин.

## Атрибутика
Анализ самых популярных мужчин-тиктокеров, проведённый в 2022 году, выявил популярность использования обычно женственных атрибутов, таких как окрашивание волос и украшения. В исследовании говорится, что ведущие создатели контента на платформе оказались «довольно однородными… почти исключительно белыми, подтянутыми и молодыми, с идеальной или почти идеальной симметрией лица и обильным украшением тела». Отмечается, что мускулистость фембоев отличает их от просто женственных или геев.
Фембой может заниматься кроссдрессингом — одежда, ассоциируемая с эстетикой фембоев, включает в себя юбки, платья и гольфы.

## Распространение

Неофициальный прайд-флаг фембоев

Культура фембоев начала формироваться в США в 1990-х годах. После того, как термин получил распространение в интернете, начали появляться сообщества фембоев. Около 2018 года термин «фембой» встречался почти исключительно на сайте 4chan, особенно на форуме /lgbt/. Позже он стал популярен на таких платформах, как Reddit и TikTok. На Reddit присутствует как сексуальный, так и несексуальный контент, связанный с фембоями: сообщество r/feminineboys было создано в 2012 году и к апрелю 2024 года насчитывает 258 000 участников; также на сайте существует порнографическое сообщество r/FemBoys, насчитывающее 1 400 000 участников. TikTok считается платформой, позволяющей свободно выражать гендерную идентичность. Эстетику фембоев сравнивают с иконами поп-культуры, такими как Гарри Стайлс; вирусные тренды, такие как «#FemboyFriday», и мемы, вроде «Femboy Hooters», помогли популяризировать эту эстетику. Существует неофициальный прайд-флаг фембоев, который состоит из семи горизонтальных полос — розового, светло-розового, голубого и белого цветов: они символизируют женскую эстетику, женское поведение, мужественность и небинарные идентичности соответственно.

## Критика
Критика фембоев относится к различным аспектам этой субкультуры, включая гендерную идентичность, эстетику и поведение.
Некоторые критики утверждают, что фембоев часто воспринимают как представителей ЛГБТК+ сообщества. Также было высказано мнение, что фембои используют гендерную идентичность как средство для привлечения внимания и создания уникального образа.
В консервативных или традиционных обществах фембои могут сталкиваться с осуждением и дискриминацией. Кроме того, некоторые критики высказывают мнение, что фембои усиливают стереотипы о том, что мужчины должны выглядеть и вести себя мужественно, а женщины — женственно. Это может создавать проблемы с гендерным равенством и усугублять неравенства.
Среди западных внепарламентских ультраправых течений (альтернативные правые) фембои выставляются как иллюстрация конспирологической теории о том, что растительное молоко и растительные масла, насыщенные ксеноэстрогеном, появились в результате плана глобалистской элиты по феминизации общества.
Некоторые исследователи утверждают, что субкультура фембоев размывает границы «нормативной» маскулинности, расширяя возможности белых цисгендерных мужчин получать социальные привилегии, так как они получили возможность создавать в социальных сетях контент, который в культурном отношении считается женским, например, видео с танцами и фонограммой, и получать дополнительные преимущества, эксплуатируя свой гибридный образ, привлекательный не только с точки зрения мужественности, но и с точки зрения личной красоты, которая ранее считалась сферой преимущества женщин.